# Ulrich Dietz

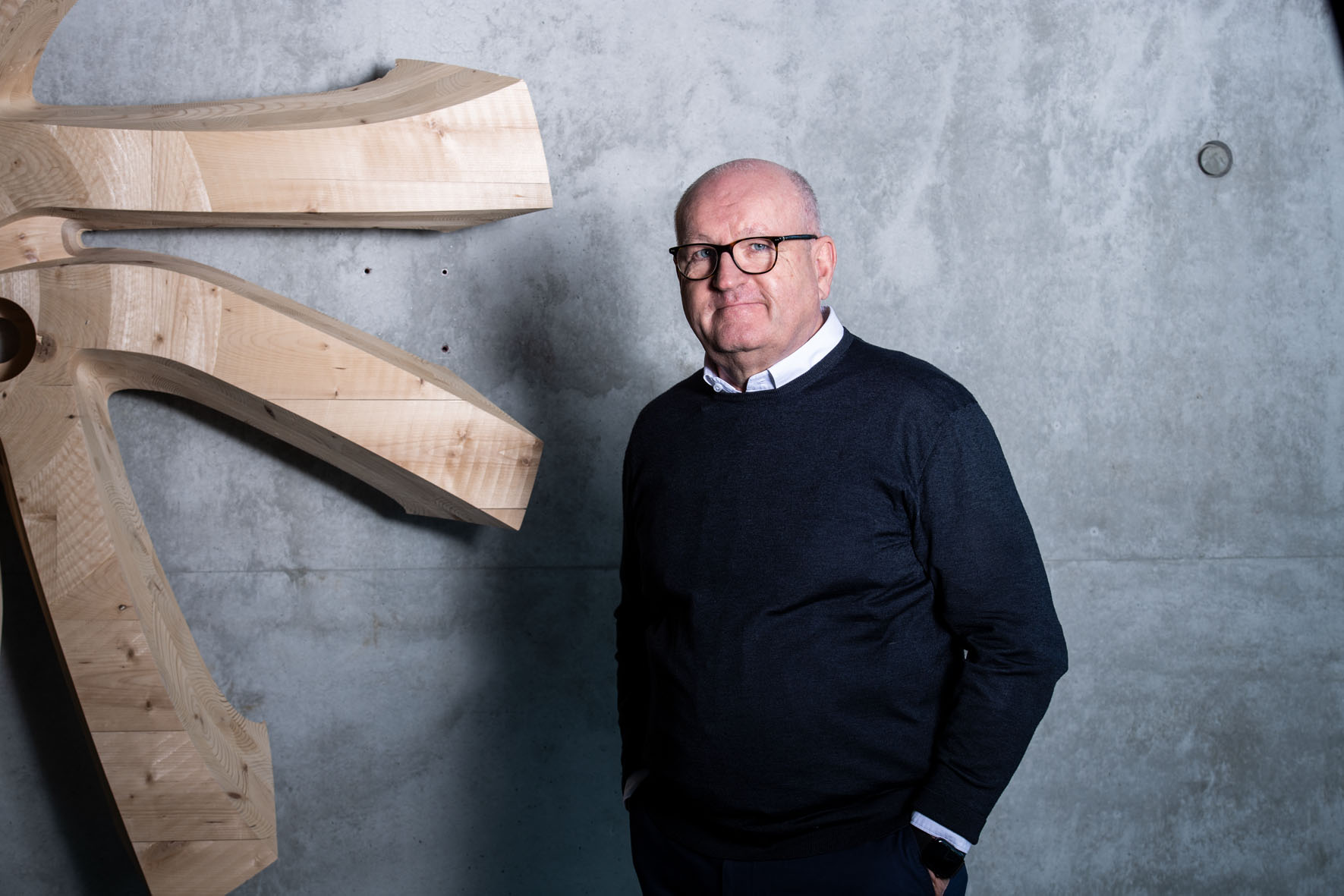
Ulrich Dietz

Ulrich Dietz (* 25. Januar 1958 in Pforzheim) ist ein deutscher Manager, ehemaliger CEO der GFT Technologies SE.

## Leben
Nach dem Abschluss einer Ausbildung zum Maschinenbauer absolvierte Dietz ein Studium der Fachrichtungen Maschinenbau und Product Engineering an den Fachhochschulen Reutlingen und Furtwangen mit dem Abschluss Diplom-Ingenieur.
Ulrich Dietz war seit der Gründung 1987 Geschäftsführer der GFT (Gesellschaft für Technologietransfer). Er übernahm 1989 zunächst 75 Prozent, 1991 schließlich 100 Prozent der Unternehmensanteile.
Seit dem 5. Oktober 1998 war Dietz Vorstandsvorsitzender der GFT Technologies SE. Mit Ablauf der Hauptversammlung am 31. Mai 2017 hat Marika Lulay die Unternehmensführung übernommen. Dietz ist heute Vorsitzender des Verwaltungsrats.
Seit der Gründung der GFT Technologies führte Ulrich Dietz das Unternehmen. 1999 brachte er GFT an die Börse. In den darauf folgenden Jahren expandierte das Unternehmen. GFT zählte im Juni 2016 4.493 Mitarbeiter in zwölf Ländern. Dietz hält 26,3 Prozent der Aktien an GFT.
Im Jahr 2003 wurde Ulrich Dietz in das Präsidium des Bundesverbandes Informationswirtschaft, Telekommunikation und neue Medien e.V. (BITKOM) gewählt; seit Juni 2013 fungiert er als Vize-Präsident des Verbandes.
Zwischen 1996 und 2012 hatte Dietz Lehraufträge an der HFU Business School Furtwangen, der Universität Hohenheim und der Zeppelin University Friedrichshafen.
Seit 2017 ist Dietz Geschäftsführer des von ihm gegründeten Venture Capital-Unternehmens RB Capital GmbH.
Im Dezember 2020 gründete er das Unternehmen 1886 Ventures GmbH. Die Unternehmensgruppe, die aus dem Mercedes-Benz Innovationsbereich Lab1886 hervorging, hat das Ziel, die bereits existierenden Projekte voranzutreiben sowie gemeinsam mit Partnern neue Geschäftsmodelle zu entwickeln. Eine Ausgründung ist das Stuttgarter Startup Globe Fuel Cell Systems. Globe entwickelt und produziert in Stuttgart digital vernetzte Brennstoffzellenaggregate für Industrieanwendungen.

## Auszeichnungen
- 2011: Ernst & Young „Entrepreneur des Jahres“ 2011
- 2018: Verdienstorden des Landes Baden-Württemberg

## Gremien
- Vize-Präsident des BITKOM
- Arbeitsgruppe „Digitale Wirtschaft in Deutschland“ für den Nationalen IT-Gipfel
- Präsidium des Ost-Ausschusses der Deutschen Wirtschaft und Sprecher des Arbeitskreises „Informationstechnologie/Telekommunikation“
- Mitglied des Brazil Board des Bundesverband der Deutschen Industrie
- Mitglied des Beirats Außenwirtschaft des Bundesverband der Deutschen Industrie
- Mitglied des Beirats der Deutsche Bank AG, Stuttgart
- Mitglied des Beirats „Junge Digitale Wirtschaft“ des BMWi
- Vorsitzender des Unternehmerbeirates der bw-i (Baden-Württemberg International)
- Mitglied des Kuratoriums der Stiftung Familienunternehmen
- Mitglied im technisch-wissenschaftlichen Beirat des Dieselkuratoriums des D.I.E.[4]
- Mitglied des Lenkungskreises der Wissensfabrik – Unternehmen für Deutschland[5]

## Veröffentlichungen
- The new New, DISTANZ Verlag, Wuppertal 2010, ISBN 978-3-942405-07-2.[6]